# Darwinisme

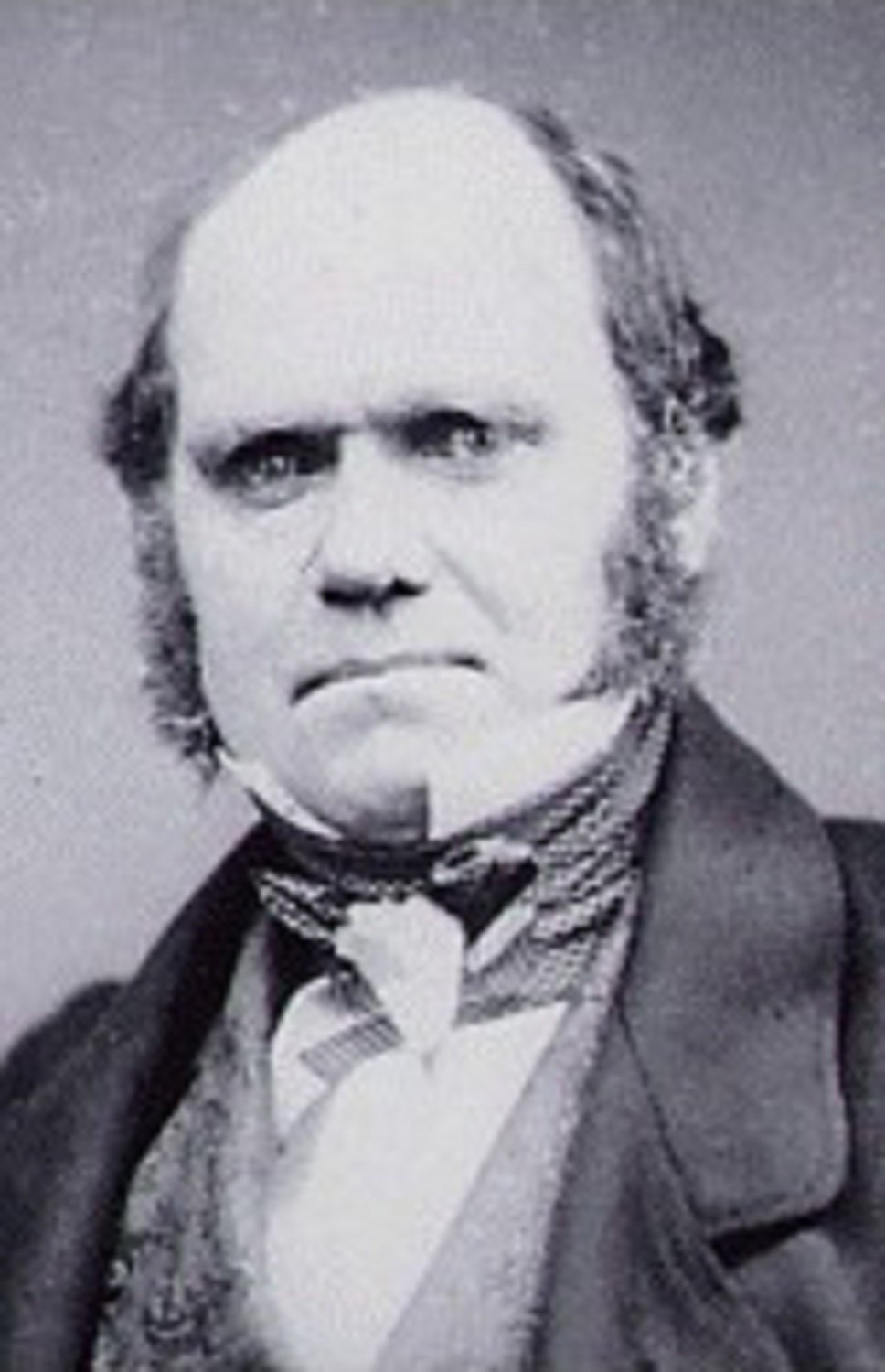
Charles Darwin

De term darwinisme wordt gebruikt voor het benoemen van een proces dat verloopt volgens de ideeën van Charles Darwin, vooral als deze evolutionele selecties betreffen en de sociale overtuiging dat survival of the fittest de gezondheid en de kans op voortbestaan van een soort bepaalt.
Een 'darwiniaans proces' vergt de volgende voorwaarden:
- zichzelf vermenigvuldigen
- de kopieën (nakomelingen) moeten lijken op het origineel
- variatie: de kopieën wijken af van het origineel (mutatie)
- selectie: geërfde kenmerken moeten de mogelijkheid van reproductie beïnvloeden

Elk organisme of systeem dat aan deze vier voorwaarden voldoet, zal waarschijnlijk evolueren.
Biologen gebruiken de term 'darwinisme' zelden. Filosofen, wiskundigen en sociaal wetenschappers gebruiken hem soms om evolutionele processen te benoemen die lijken op de evolutie van het leven.
Het darwinisme ziet natuurlijke selectie als de beslissende invloed op evolutie, gezondheid en kans op voortbestaan van een soort. Omdat de mens de selectie beïnvloedt door onder andere medische ingrepen zou deze natuurlijke selectie voor de mens tegenwoordig in mindere mate opgaan.
Bij micro-organismen komt ook non-darwinistische evolutie voor, doordat tussen niet-verwante organismen erfelijk materiaal kan worden uitgewisseld bij horizontale genoverdracht (ook wel: laterale genoverdracht).